# 穴居頰脂鯉
穴居頰脂鯉（学名：Apareiodon cavalcante），為輻鰭魚綱脂鯉目脂鯉亞目下口半脂鯉科的其中一個種，其种加词“cavalcante”意为“穴居的”。分布於南美洲巴西淡水流域，體長可達5.6公分，棲息在河川中底層，生活習性不明。